# Asteriscus sericeus

Asteriscus sericeus —comúnmente llamado jorao, jorjao o jorado— es una especie del género Asteriscus endémica de Fuerteventura (Islas Canarias).

## Descripción
Las plantas del género Asteriscus se diferencian dentro de la familia Asteraceae por ser plantas arbustivas en las que  los capítulos poseen flósculos y lígulas de color amarillo o blanquecino. Las brácteas involucrales externas son foliares y el receptáculo posee escamas. Todas las cipselas son iguales, con un vilano con escamas muy pequeñas y apenas visibles.

## Taxonomía
Asteriscus sericeus fue descrita por (L.f.) DC. y publicado en Prodromus systematis naturalis regni vegetabilis 5: 486. 1836
Etimología
Asteriscus: nombre genérico que procede del griego asteriskos, que significa pequeña estrella.
sericeus: epíteto latino que procede de sericum, que significa seda, aludiendo a que las hojas están cubiertas por pelos suaves como la seda.
Sinonimia
- Bubonium sericeum (L.f.) Halvorsen & Wiklund
- Buphthalmum sericeum L.f.
- Nauplius sericeus (L.f.) Cass.
- Odontospermum sericeum (L.f.) Sch.Bip.[3]